# Clystea paulista
Clystea paulista là một loài bướm đêm thuộc phân họ Arctiinae, họ Erebidae.